# Heckler & Koch AG36
LìAG36  è un lanciagranate sottocanna a colpo singolo da 40 mm sviluppato per l'installazione sul fucile d'assalto G36. Inizialmente si candidò come potenziale candidato per lo US Army's Enhanced Grenade Launcher, da utilizzare con i fucili XM8 e SCAR. Errore comune è il considerare la A un'aggiunta al nome del fucile G36, quando invece la sigla AG sta per il tedesco anbaugranatwerfer, ovvero lanciagranate sottocanna. Può essere utilizzato anche indipendentemente con un particolare supporto con calcio e un modulo laser LLM01 può essere abbinato al sistema.

## Dettagli
Come in molti sistemi d'arma, quali il G36, l'uso di polimeri e alluminio ad alta resistenza garantisce un'elevata durabilità e un peso molto contenuto. L'arma può sparare qualunque tipo di granata da 40 mm, comprese le granate in plastica da addestramento. L'AG36 è un costituente del programma IdZ (Infanterist der Zukunft, soldato del futuro) tedesco.
Per il caricamento, la canna del lanciagranate esce lateralmente sulla sinistra (mentre nell'americano M203 si sposta in avanti) per permettere l'inserimento della granata, permettendo così l'uso di munizioni più lunghe in caso di necessità. Per l'installazione sul fucile si deve rimuovere il paramano anteriore dell'arma e sostituirlo con quello integrato nel lanciagranate. L'arma presenta un gruppo grilletto con sicura manuale e grip a pistola per facilitare l'impugnatura e lo sparo. Per la mira sfrutta gli stessi organi di mira condivisi dalla maggior parte dei lanciagranate in uso.
Grazie al suo design modulare, il lanciagranate può facilmente essere adattato per il montaggio su fucili quali quelli della serie M16 e della serie canadese Diemaco C7 e C8.

## Varianti
I modelli L17A1 e L123A2 UGL sono due varianti dell'AG36 in uso presso le forze armate inglesi con i fucili L85A2 e in misura minore con gli L119A1 utilizzati dalle forze speciali inglesi. Sono progettati e prodotti dalla H&K come varianti dello standard AG36.